# Harry Blanchard
Harold Blanchard Cutler, detto Harry (Burlington, 13 giugno 1929 – Buenos Aires, 31 gennaio 1960), è stato un pilota automobilistico statunitense.
Partecipò al Gran Premio degli Stati Uniti 1959 chiudendo al settimo posto alla guida di una Porsche.
Morì pochi mesi dopo a causa di un incidente durante la 1000 km di Buenos Aires.

## Risultati in Formula 1
| 1959 | Scuderia       | Vettura     |  |  |  |  |  |  |  |  |   |  |  | Punti | Pos. |
| ---- | -------------- | ----------- |  |  |  |  |  |  |  |  | - |  |  | ----- | ---- |
| 1959 | Pilota privato | Porsche RSK |  |  |  |  |  |  |  |  | 7 |  |  | 0     |      |

| Legenda | 1º posto     | 2º posto | 3º posto    | A punti         | Senza punti/Non class.  | Grassetto – Pole position Corsivo – Giro più veloce |
| Legenda | Squalificato | Ritirato | Non partito | Non qualificato | Solo prove/Terzo pilota | Grassetto – Pole position Corsivo – Giro più veloce |